# Кеалиинохомоку, Джоан
Джоанн Уилер Киалиинохомоку (1930—2015) — американский антрополог и педагог, соучредитель организации по изучению танцев Cross-Cultural Dance Resources (CCDR). Она написала и отредактировала множество книг и статей, включая материалы по танцевальной тематике для многочисленных энциклопедий, например, написала статью «Музыка и танцы в Соединенных Штатах» в Garland Encyclopedia of World Music. Одними из самых известных ее работ являются «Антрополог рассматривает балет как форму этнического танца» (1970) и «Теория и методы антропологического изучения танца» (1976). Доцент антропологии в Университете Северной Аризоны, в 1987 году она стала почетным профессором. В 1997 году она получила первую ежегодную награду за «Выдающийся вклад в исследование танца» от Конгресса по исследованиям в области танца. В 2000 году коллекция CCDR была названа Советом тысячелетия Белого дома при президенте Билле Клинтоне как то, что необходимо сохранить в рамках программы «Сохраним сокровища Америки».

## Биография
Она родилась Джоанн Мари Уилер 20 мая 1930 года в Канзас-Сити, штат Миссури, в семье Джорджа В. и Леоны Лавены (Мур) Уилер. Уилер посещала гимназию в Дес-Плейнс, штат Иллинойс и среднюю школу в деревне Уайтфиш-Бей, штат Висконсин. Позже она училась в Северо-Западном университете, получив степень бакалавра специальных исследований в 1955 году, магистра в 1965 году и доктора философии в Университете Индианы в 1976 году, защитив диссертацию на тему «Теория и методы антропологического исследования танца».
В 1953 году она вышла замуж за Томаса Самуэля Кеалиинохомоку, и у них родился один ребенок, Халла, после чего они развелись в 1963 году. С 1960 по 1963 год она была танцевальным обозревателем в газете Honolulu Star-Bulletin. В 1969 году она опубликовала одну из своих самых известных работ, «Антрополог смотрит на балет как на форму этнического танца».
С 1977 по 1982 год Кеалиинохомоку входила в совет директоров организации Native Americans for Community Action во Флагстаффе, штат Аризона. Она также являлась членом Общества этномузыкологии, где была одним из основателей его Юго-Западного отделения. В 1974—1977 годах она была членом совета директоров Конгресса по исследованиям в области танца, а в 1981 году стала соучредителем Cross-Cultural Dance Resources, организации по исследованию танца во Флагстаффе, штат Аризона, где она была постоянным членом совета директоров. В 2008 году было объявлено, что коллекция CCDR будет передана на постоянное хранение в Колледж искусств Хербергера при танцевальном факультете Государственного университета Аризоны в Темпе, штат Аризона.
В 1992 году Кеалиинохомоку стал консультантом серии «Танцы», восьмисерийного общественного телесериала на канале Thirteen/WNET, который впервые вышел в эфир в 1993 году.

## Награды
- 1996, «Outstanding Contribution to Dance Research», Congress on Research in Dance
- 1996, Distinguished Public Scholar award, Arizona Humanities Council
- 2000, CCDR collection recognized by President Clinton’s White House Millennium Council’s «Save America’s Treasures» project.[9][10]

## Избранные произведения
- «Антрополог смотрит на балет как на форму этнического танца»[11] (1970)
  - «Антрополог рассматривает балет как форму этнического танца» — одна из самых известных работ Джоанн Кеалиинохомоку в области танцевальной антропологии. Ее главная цель — бросить вызов западной истории танца в ее непоследовательных определениях того, что такое танец, и в ее расистских и этноцентрических описаниях незападных танцевальных практик; она делает это, утверждая, что балет — это форма этнического танца, утверждение, которое одновременно шокирует доминирующее повествование и дает новое определение термину «этнический». Статья разделена на разделы: «Парадигма», «Определения» и «Этничность балета». Кеалиинохомоку начинает с рассмотрения исторически непоследовательных и этноцентричных определений танца, используемых западными исследователями истории танца и хореографами для описания незападных танцевальных традиций. Она рассматривает работы Уолтера Сорелла, Линкольна Кирштейна, Уолтера Терри, Клэр Холт, Агнес ДеМилль и Джона Мартина. По мнению Кеалиинохомоку, большая часть предыдущих работ в области истории танца свидетельствует о «всепроникающей этноцентрической предвзятости» (534).
    - Парадигма: Некоторые из неточностей, которые она рассматривает, — это неправильное представление о незападных танцевальных традициях как о бесформенных, неистовых, гиперсексуальных, а также предположение о том, что танцы формировались спонтанно в результате деятельности общины, но без танцевальных лидеров. На примере танцев народа хопи (которые она изучала в 1965 и 1968 годах) она опровергает многие из этих неточностей, утверждая, что танцы хопи «безупречно организованы и никогда не бывают неистовыми…» (538).
    - Определения: Она вводит свое антропологическое определение этнического танца, фраза, которая «передает (передает) идею, что все формы танца отражают культурные традиции, в рамках которых они развиваются» (533). Для Кеалиинохомоку все танцы — это этнические танцы.
    - Этническая принадлежность балета: В этом разделе Кеалиинохомоку утверждает, что балет является этническим в том смысле, что его эстетические качества отражают наследие его происхождения, и что он не является акультурным. Она подчеркивает, что «рыцарство, ухаживание, свадьбы, крестины, похороны и траурные обычаи» представлены в балетах, а также «эстетические ценности» в длинных, вытянутых, стройных телах танцовщиц. Этническую принадлежность балета можно также увидеть в «флоре и фауне» сцены, включая «лошадей и лебедей… злаки, розы и лилии» (546). Она продолжает анализировать то, как история танца неправильно определила термин «этнический» в значении «языческий, языческий, дикий или, в последнее время, экзотический» (546), и утверждает, что правильное использование этого термина означало бы считать все танцы этническими.
    - Принятие: Многие ученые откликнулись на текст Кеалиинохомоку, а также использовали его в качестве отправной точки для своих собственных исследований. В работе «Об этнографии танца»[12] Дейдра Скляр предлагает применение подхода Кеалиинохомоку, исследуя, как этнографический подход к танцу предлагает культурный контекст движения. Она включает физическое движение и открытие через кинестетическую эмпатию в качестве обязательных методов исследования. Ссылаясь на работу Кеаллинохомоку и основываясь на ней, она заключает: «Я считаю, что не только каждый танцевальный жанр возникает из культурных традиций и зависит от них, но и каждый исследователь и автор танца. Культурный фон влияет на то, что человек воспринимает и как он интерпретирует то, что воспринимает». Работа Скляра — лишь одна из многих частей прогрессивного культурного проекта.

- «Музыка и танцы гавайских народов и народов хопи», Ричард Л. Андерсон и Карен Л. Филд (редакторы). Искусство в малых обществах: современные чтения: стр. 334—348. Энглвуд-Клифс, Нью-Джерси: Prentice-Hall 1993
- «Теория и методы антропологического изучения танца», докторская диссертация 1976 года, опубликованная в виде книги в 2008 году.
- «The would-be Indian», Charlotte J. Frisbie (редактор), Explorations In ethnomusicology: essays in honor of David McAllester, pp. 111—126. Детройтские монографии по музыковедению № 9. Детройт: Информационные координаторы в Детройте. 1986
- 1967, «Хопи и полинезийский танец: исследование кросс-культурного сравнения», Этномузыкология, 11:343-368.

## Статьи из энциклопедий
- 1970, «Хула» Энциклопедия Америка 14:542, Дэнбери, Коннектикут: Grolier, Inc. перепечатано в последующих изданиях, 2002.
- 1994, «Танец», Коренная Америка в двадцатом веке: Энциклопедия, Мэри Б. Дэвис, изд. Garland Reference Library of Social Science, vol. 452:164-169. NY & London: Garland (исправленное издание в мягкой обложке в 1995 году).
- 1995, «Танец в традиционных религиях», HarperCollins, Энциклопедия религии, Джонатан З. Смит, общий ред., Сэм Д. Гилл, зональный ред: 304—307. Сан-Франциско: Harper San Francisco
- 1996, «Жесты», Американский фольклор: энциклопедия, Ян Гарольд Брунванд, главный редактор: Garland Reference Library, of the Humanities vol. 1551:333-335. NY & London: Garland.
- 1998, «Гертруда Прокош Курат», «Танец хопи», «Примитивный танец». Сельма Жанна Коэн (редактор-основатель), Международная энциклопедия танца, Нью-Йорк: Оксфорд, Университетская пресса.
- 1998, «Народный танец», Академическая американская энциклопедия, 8:199-201. Барбара Винард, редактор. Danbury CT: Grolier. 2002
- 2001, «Музыка и танцы в Соединенных Штатах», стр. 206—222, том 3, Соединенные Штаты и Канада, Эллен Коскофф, редактор. The Garland Encyclopedia of World Music, NY & London: Garland Publishing Co.
- 2002, «Хула», мультимедийная энциклопедия Grolier, Дэнбери, Коннектикут.
- 2008, «Народный танец», онлайн запись в Encyclopædia Britannica

## Примечание
1. ↑  Joann Kealiinohomoku // SNAC (англ.) — 2010.
2. ↑  Joseph Johnson, letter, to Eleazar Wheelock, 1767 December 29. — 2015. — doi:10.1349/ddlp.640.
3. ↑  Congress on Research in Dance 2008 Award Recipients // Congress on Research in Dance Conference Proceedings. — 2008. — Т. 40, вып. S1. — С. 280–280. — ISSN 2049-1255. — doi:10.1017/s2049125500000789.
4. ↑  Beth Astridge. Treasures from the Library: 52 // The Bulletin of the Royal College of Surgeons of England. — 2008-01-01. — Т. 90, вып. 1. — С. 36–36. — ISSN 1478-7075 1473-6357, 1478-7075. — doi:10.1308/147363508x264597.
5. ↑  Joann Wheeler Kealiinohomoku. Dance and Self-Accompaniment // Ethnomusicology. — 1965-09. — Т. 9, вып. 3. — С. 292. — ISSN 0014-1836. — doi:10.2307/850239.
6. 1 2  Joann W. Kealiinohomoku. Thoughts on "A Warm-Up" // Dance Research Journal. — 1999. — Т. 31, вып. 2. — С. 2. — ISSN 0149-7677. — doi:10.2307/1478328.
7. ↑  Joann W. Kealiinohomoku. : The Nature of Dance: An Anthropological Perspective . Roderyk Lange. // American Anthropologist. — 1977-09. — Т. 79, вып. 3. — С. 658–659. — ISSN 1548-1433 0002-7294, 1548-1433. — doi:10.1525/aa.1977.79.3.02a00190.
8. ↑  Joann Kealiinohomoku. Hopi and Polynesian Dance: A Study in Cross-Cultural Comparisons // Ethnomusicology. — 1967-09. — Т. 11, вып. 3. — С. 343. — ISSN 0014-1836. — doi:10.2307/850270.
9. ↑  Star Ledger // Star Ledger. — University of Iowa Press. — С. 3–5.
10. ↑  Joanna Dee Das. Between the “Culture of Poverty” and the Cultural Revolution // Journal of Urban History. — 2015-08-27. — Т. 41, вып. 6. — С. 981–998. — ISSN 1552-6771 0096-1442, 1552-6771. — doi:10.1177/0096144215602007.
11. ↑  Trevor Whittock. Roger Copeland and Marshall Cohen (eds.), What is Dance?, Oxford, Oxford University Press, 1983, 582 pp., £12.50 (paperback).; Janet Adshead and June Layson (eds.), Dance History, London, Dance Books, 1983, 224 pp., £9.95 // Dance Research. — 1985-10. — Т. 3, вып. 2. — С. 71–73. — ISSN 1750-0095 0264-2875, 1750-0095. — doi:10.2307/1290561.
12. ↑  Deidre Sklar. On Dance Ethnography // Dance Research Journal. — 1991. — Т. 23, вып. 1. — С. 6. — ISSN 0149-7677. — doi:10.2307/1478692.